# Samuel Larsen
Samuel Peter Acosta Larsen (født 28. august 1991) er en skuespiller og sanger. Den 21. august 2011, vandt Larsen reality-konkurrencen The Glee Project på tv-kanalen Oxygen sammen med en anden deltager Damian McGinty.  Larsen er medlem af bandet "Bridges I Burn" , og har en tilbagevendende rolle i tv-serien Glee som Joe Hart.

## Biografi

### Personlige liv
Larsen blev født i San Francisco, som søn af Henrik og Lupe Acosta Larsen. Hans far Henrik er fra Danmark og hans mor Lupe Acosta fra Mexico.  Larsen har en ældre bror, Manolo Acosta, og en søster ved navn Morgan.  Han er fremkommet med offentlige erklæringer om, at han er kristen.
Som en ung dreng spillede han trommer,  bas, guitar og keyboard.  Han er uddannet fra Murrieta Valley High School i 2009, og han var i skolens marcherende band.
I nogle år var han vokal og guitarist i skolens band 15 North og bandet performede på festivaler.

### Karriere
Larsen har været model for Jac Vanek tøj og tilbehør.
I 2010 var Larsen til audition i sæson 9 af American Idol , men blev desværre valgt fra inden semifinalen.  Efter at have været model for modedesigner Ashton Michael,  mødte han sit senere bandmedlem Skip Arnold under et modeshow, og så flyttede han til Los Angeles og meldte sig til The Glee Project. Imens dannede Larsen og Skip Arnold bandet "Bridges I Burn" og snart sluttede et tredje medlem, Salvatore Spinelli, sig til dem. Larsen skriver og udfører det meste af hans musik.  Han gik til audition til rollen som Sam Evans til tv-serien Glee men fik den ikke, da den i sidste ende gik til Chord Overstreet. 
Hans første Glee udseendelse var den trettende episode af den tredje sæson, med titlen "Heart", som Joe Hart, en tidligere hjemmeundervist kristen.  I løbet af denne episode han optrådte i to sange: Gym Class Heroes, Stereo Hearts  og et mashup af The Association's "Cherish" og Madonna's "Cherish".  Selv om hans præmie for at have vundet The Glee Project var syv episoder, har han optrådte i hver af de sidste ti episoder af Glee's tredje sæson. Desuden har han efterfølgende optrådt som en mentor for The Glee Project's anden sæson,  og er indstillet til at vende tilbage som en tilbagevendende gæstestjerne i Glee's fjerde sæson. 